# Aviation française (revue, 1945)
Pour les articles homonymes, voir Aviation française.
Aviation française était une revue hebdomadaire traitant d'aviation.

## Généralités
Aviation française était une revue hebdomadaire sur l’actualité de l’aviation publiée entre le 7 février 1945 et le 12 mai 1948.
Elle est issue directement de la revue Ailes françaises, parue du 31 octobre 1944 au 30 janvier 1945 à 14 exemplaires, dont elle reprend le format journal de 8 pages. Elle est inialement vendue au prix de 3 francs. La revue est publiée par l’Office Français d'Éditions au 92 avenue des Champs-Élysées à Paris. Son directeur-gérant se nomme M. Meyzer.
Elle adopte initialement le sous-titre d’ « Hebdomadaire des ailes de France » pour ses deux premiers exemplaires puis porte la mention « Dans tous les ciels de guerre... » jusqu’au no 15 avant de se voir affubler le terme « Dans tous les ciels du monde... » pour le no 16 du 23 mai 1945, après la capitulation allemande.
L’ultime exemplaire numéroté no 164 a paru le 12 mai 1948.